# Rem (física)
El rem —Röntgen equivalent man— es una unidad de medida para indicar la peligrosidad de una radiación, que debe su nombre al físico alemán Wilhelm Röntgen (1845-1923). Es una unidad física en desuso en la mayoría de países menos en los anglosajones, aunque se están adaptando. 
Sus dimensiones son energía sobre masa, al igual que el sievert (Sv), la unidad admitida en el Sistema Internacional de Unidades(SI), y su equivalencia es 1 Sv = 100 rem.
- Datos: Q260126